# Liste der Einträge im National Register of Historic Places im Upshur County (West Virginia)
Diese Liste der Einträge im National Register of Historic Places im Upshur County (West Virginia) enthält alle im Upshur County, West Virginia in das National Register of Historic Places eingetragenen Gebäude, Bauwerke, Objekte, Stätten oder historischen Distrikte.
Diese Liste entspricht dem Bearbeitungsstand des National Park Service/National Register of Historic Places vom 27. September 2024.

## Legende
| NRHP | Historic Place             |
| HD   | National Historic District |

## Aktuelle Einträge
| [ 2 ] | Name                                               | Bild                                               | Eintragsdatum                 | Lage | Ort          | Beschreibung |
| ----- | -------------------------------------------------- | -------------------------------------------------- | ----------------------------- | --- | ------------ | ------------ |
| 1     | Agnes Howard Hall                                  | Agnes Howard Hall                                  | 18. Aug. 1983 ID-Nr. 83003253 | am Campus des West Virginia Wesleyan College 38° 59′ 22″ N, 80° 13′ 13″ W                                                                        | Buckhannon   |              |
| 2     | Buckhannon Central Residential Historical District | Buckhannon Central Residential Historical District | 16. Apr. 2012 ID-Nr. 12000225 | zwischen der College Ave., S. Kanawha, Madison und E. Main Sts. 38° 59′ 23,8″ N, 80° 13′ 35,4″ W                                                 | Buckhannon   |              |
| 3     | Downtown Buckhannon Historic District              | Downtown Buckhannon Historic District              | 30. Dez. 2009 ID-Nr. 09001196 | Teilbereiche der E. und W. Main, N. und S. Florida, Locust, N. und S. Kanawha Sts., inklusive der Spring Street 38° 59′ 38,5″ N, 80° 13′ 47,8″ W | Buckhannon   |              |
| 4     | Fidlers Mill                                       | weitere Bilder                                     | 24. Nov. 1997 ID-Nr. 97001414 | Heaston Ridge Road 38° 47′ 58″ N, 80° 20′ 48″ W                                                                                                  | Arlington    |              |
| 5     | French Creek Presbyterian Church                   | French Creek Presbyterian Church                   | 24. Dez. 1974 ID-Nr. 74002020 | Rte. 2 38° 53′ 6″ N, 80° 18′ 7″ W | French Creek |              |
| 6     | William Post Mansion                               | William Post Mansion                               | 13. Juli 1993 ID-Nr. 93000619 | 8 Island Ave. 38° 59′ 45″ N, 80° 13′ 36″ W | Buckhannon   |              |
| 7     | Southern Methodist Church Building                 | Southern Methodist Church Building                 | 29. Juli 1992 ID-Nr. 92000898 | 81 W. Main St. 38° 59′ 36″ N, 80° 14′ 1″ W | Buckhannon   |              |